# Signore del maniero

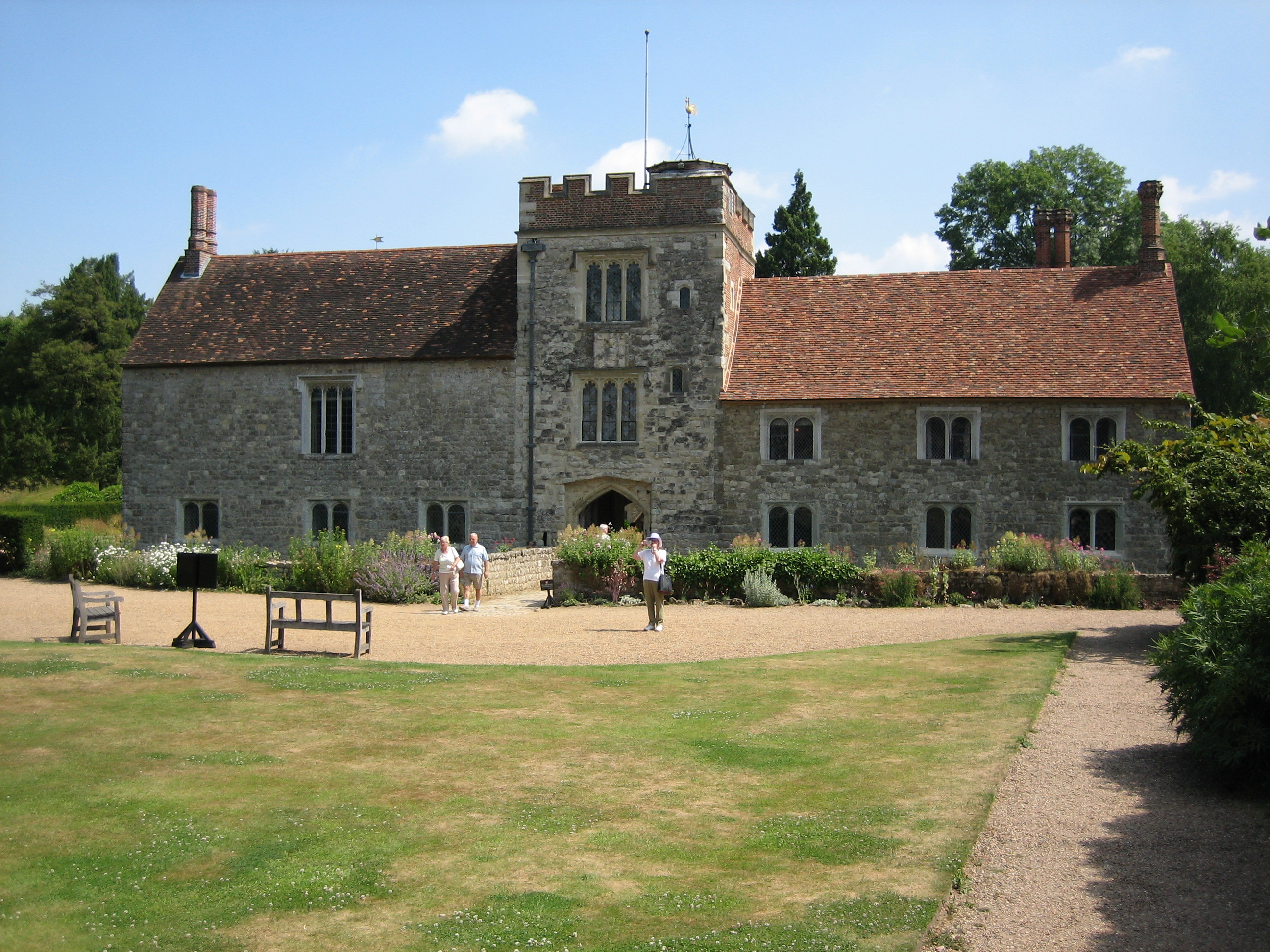
Ightham Mote, un maniero con fossato del XIV secolo presso Sevenoaks, nel Kent, in Inghilterra

Nella storia britannica e irlandese, la signoria di un maniero era una signoria emanata dal sistema feudale del manorialismo. Nelle moderne legislazioni inglesi e gallesi, è riconosciuto come una forma di proprietà, uno dei tre elementi di un maniero che possono essere combinati o separati:
1. il titolo (derivato dal concetto romano di dignitas)
2. il dominio, comprendente il maniero e/o la terra assegnata
3. la signoria, diritto garantito ai titolari di un maniero

Un titolo simile nella lingua francese è quello di Seigneur du Manoir, presente in gallese come Breyr, Gutsherr in tedesco, Godsherre in norvegese e svedese, Ambachtsheer in olandese e Signore in italiano (altrimenti detto vassallo). In Italia, in particolare nel Regno di Sicilia prima del 1812, il titolo feudale di signore era il più utilizzato in questo senso ed era il più vicino per significato a quello inglese.

## Tipologie
Storicamente un signore di un maniero doveva essere il titolare di un feudo o di un maniero derivato dalla Corona inglese; egli poteva essere un "mesne lord" (equivalente di vassallo) a sua volta se non lo era direttamente della Corona e poteva a sua volta avere dei sottoposti. Le origini di una signoria di un castello risalgono al sistema anglosassone del manorialismo. A seguito della conquista normanna, i possedimenti terrieri iniziarono ad essere indicati nel Domesday Book dal 1086 (l'equivalente al Catalogus Baronorum normanno in Sicilia, compilato alcuni anni dopo). I feudi vennero resi inalienabili ed indivisibili dal 1290 con lo Statuto Quia Emptores, evitando così fenomeni di subinfeudazione.
Lord Denning, nel suo Corpus Christi College Oxford v Gloucestershire County Council [1983] QB 360, descrive così un maniero:

## Nome individuale
Il detentore di una signoria di un maniero poteva e può essere indicato come [Nome personale], Signore/Signora del maniero di [Nome del luogo],
talvolta abbreviato in Signore/Signora di [Nome del luogo].
Una signoria manoriale non costituisce un titolo nobiliare secondo il concetto moderno europeo, tuttavia è un autentico titolo feudale, riconosciuto dalla Corona, che affonda spesso le sue radici nel Medioevo normanno. Si tratta una forma semi-estinta di proprietà terriera. Una signoria è un possedimento e tale proprietà coinvolge giurisdizioni storico-legali nella forma della corte manoriale. Il giornale Justice of the Peace & Local Government Law ha evidenziato come tale posizione ad oggi non sia chiara nella differenza di onori o dignità tra signore di un maniero o titolato, come pure sentenze emesse dalle corti in tal senso non hanno fugato i dubbi presenti.  Tecnicamente, i signori dei manieri erano baroni, o cittadini benemeriti non titolati. John Selden nel suo lavoro Titles of Honour scriveva, "La parola Baro (parola latina per Barone) non solo veniva utilizzata dai signori dei manieri da tempi antichi, ma ancora oggi sono chiamati baroni. Ma anche i giudici dello Scacchiere sono compresi nel loro novero da tempi antichi."
John Martin Robinson, Maltravers Herald Extraordinary e co-autore del volume The Oxford Guide to Heraldry, secondo la sua opinione ha ritenuto che una "signoria di questo o quel maniero non costituisca nientemeno che il titolo di possesso terriero". Lo stile "Signore del maniero di X" o "Signore di X" è in questo senso più una descrizione di uno status di un titolo, qualcosa di simile al Laird in Scozia.

## Tenuta del titolo
Nel medioevo inglese la terra era di proprietà del monarca o governata da un possente feudatario locale al servizio del re che offriva in cambio protezione sul territorio e sulla popolazione presente sotto la sua giurisdizione. Il popolo locale era tenuto a prestare omaggio feudale al proprio signore. Dopo la conquista normanna dell'Inghilterra, ad ogni modo, tutta la terra inglese divenne proprietà esclusiva del monarca, mentre i suoi sottoposti potevano ottenere la terra su concessione esclusiva del sovrano.

## Corti manoriali
I manieri erano un'area di territorio definita in quanto associata al possesso di un maniero o di una chiesa. Presso i manieri erano presenti delle corti di giudizio, definite "corti manoriali", che funzionavano come dei tribunali locali per derimere questioni essenzialmente sorte nelle terre di giurisdizione del signore.

## Il declino
Dopo la Peste nera, le richieste di lavoro erano notevolmente aumentate altrove e per questo per i tenutari dei manieri divenne sempre più complesso imporre dei doveri ai servi che lavoravano per loro. L'usanza del sistema manoriale, ad ogni modo, continuò sino al XVI secolo quando iniziò a diffondersi l'usucapione come metodo di riscatto della terra, con un conseguente sempre maggiore distacco dal sistema feudale classico ed un utilizzo del titolo di signore sempre più a livello onorifico, slegato quindi dal possesso della terra, ma pur sempre legato al possesso di una proprietà o a determinate prerogative. Al XIX secolo anche le corti manoriali avevano ormai perso ogni loro valore legale. Venne formalmente posta la parola fine alla question con le Law of Property Acts del 1922 e del 1924.  The Land Registration Act 2002 does not affect the existence of unregistered lordships after October 2013, only the rights that would have previously been attached to the same.
Durante l'ultima parte del XX secolo, ormai svuotati completamente del loro significato feudale, molti manieri sono stati venduti a ricchi personaggi in cerca di una qualche distinzione. Alcun nuovi proprietari come ad esempio l'uomo d'affari Mark Roberts hanno però avanzato la richiesta per diritti su terreni non loro assegnati direttamente col possesso di un maniero anticamente legato ad un feudo. Ancora oggi un titolo manoriale (ad esempio Signore del Maniero) non costituisce titolo di nobiltà come invece accade per i titoli ascritti nella parìa.

## Status attuale

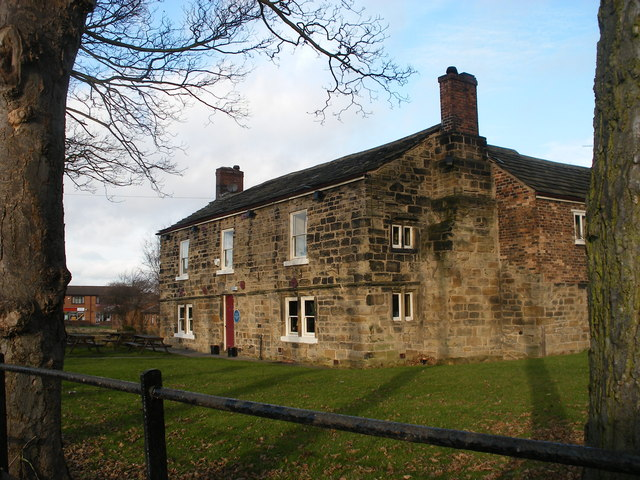
Casa manoriale a Crofton, Yorkshire

La signoria feudale sui manieri esiste ancora oggi e riconosce il possesso di tale titolo a partire dall'invasione normanna dell'Inghilterra nel 1066. Gli stessi manieri possono essere venduti e ereditati. Il titolo stesso può essere separato dalla proprietà fisica, come pure il diritto di estrazione mineraria. Il titolo però dal 1290 non può essere affittato o diviso.
Vi sono tre elementi in un maniero (collettivamente chiamati Honour):
1. la dignitas – il titolo garantito dal maniero
2. il maniero – che costituisce la base della proprietà
3. la signoria – ovvero i diritti garantiti al tenutario del maniero

Questi tre elementi possono sussistere separati tra loro oppure combinati insieme. Il primo dei tre elementi, quello del titolo, può essere detenuto come onorifico ma non può essere suddiviso come proibito dallo Statuto Quia Emptores, evitando così subinfeudazioni ed ulteriori divisioni successive.
La Historical Manuscripts Commission mantiene due Manorial Document Registers che riguardano la parte meridionale dell'Inghilterra. Un registro è diviso per parrocchie, l'altro per manieri (spesso quest'ultimo molto limitato). I National Archives di Kew, Londra ed i County Record Offices conservano molti documenti relativi a manieri e diritti manoriali.
In molti casi, un signore del maniero titolato non detiene oggi più diritti su terre anticamente collegate al proprio titolo, caratteristica definibile col termine tecnico di "eredità incorporea". Una signoria manoriale non è collegata al sistema onorifico britannico, ma piuttosto è legato ancora al sistema feudale. Il possesso di una signoria manoriale può essere annotato a richiesta sui passaporti inglesi ed avere una titolatura apposita, ma come già detto non costituisce titolo nobiliare secondo la concezione europea, tuttavia si tratta di importanti titoli feudali autentici che affondano le radici nel Medioevo. Il titolo feudale di Signore del Maniero, a differenza dei titoli di paria, può essere ereditato anche dalle femmine di una famiglia e si presenta come l'unico titolo che ad oggi può essere acquistato. Le signorie dei manieri sono considerate una proprietà non fisica in Inghilterra.